# ميناء كيلينديني
ميناء كيلينديني هو ميناء في مومباسا، كينيا. وهي بمثابة ميناء لمومباسا، حيث تمتد المناطق النائية إلى أوغندا. ميناء كيلينديني هو الجزء الرئيسي من ميناء مومباسا، وهو الميناء الدولي الوحيد في كينيا وأكبر ميناء في شرق إفريقيا. تدار من قبل هيئة الموانئ الكينية (KPA).
كيلينديني هو مصطلح سواحلي قديم يعني «عميق». ميناء كيلينديني هو مثال لظاهرة جغرافية طبيعية تسمى واد مغمور، تشكلت منذ ملايين السنين عندما ارتفع مستوى سطح البحر وابتلع نهرًا كان يتدفق من البر الرئيسي.

## التاريخ
مومباسا لها تاريخ تم افتتاح ميناء كيلينديني في عام 1896 عندما بدأ العمل في بناء سكة حديد أوغندا.
خلال الحرب العالمية الثانية، بينما كانت كينيا مستعمرة بريطانية، أصبحت كيلينديني قاعدة مؤقتة للأسطول الشرقي البريطاني من أوائل عام 1942 حتى تمت إزالة التهديد البحري الياباني لكولومبو، سيلان. بالقرب من مكتب الشرق الأقصى المشترك، وهو محطة خارجية لعملية كسر الشفرة البريطانية ، ونجحت في كسر الرموز البحرية اليابانية.

## توسيع
في 29 أغسطس 2013، تم إطلاق مشروع توسيع الميناء في يوليو 2011 بتكلفة 82.15 مليون دولار من قبل الحكومة الكينية ونفذته شركة الصين للطرق والجسور. وتم إنشاء رصيف جديد سعته 15 فدان (63,000 م2)، وتم توفر سعة سنوية إضافية تبلغ 200000 حاوية مكافئة. يهدف المشروع إلى زيادة إنتاجية الميناء بنسبة 33 في المائة، مما يعزز المكانة الرائدة لمومباسا وكذلك كينيا في شرق إفريقيا.

## ميناء لامو المقترح
ومع ذلك، هناك ميناء دولي جديد قيد الإنشاء في لامو يعرف باسم ميناء لامو. من المقرر أن يكون ميناء لامو أكبر من ميناء كيليديني، لكن هيئة الموانئ الكينية تقول إن الميناءين لن يتنافسان بل يكملان بعضهما البعض.
وسيحتوي الميناء على 32 رصيفًا وقناة دخول مجوفة تصل إلى 18 متر (59 قدم) لتمكينه من استيعاب السفن التي تبلغ حمولتها 120.000 DWT تقدر تكلفة الخطة قصيرة الأجل لمشروع ميناء لامو، بما في ذلك الأرصفة الثلاثة الأولى، بمبلغ 664 مليون دولار أمريكي. المرحلة الأولى ستكتمل بحلول عام 2016.

## صالة عرض

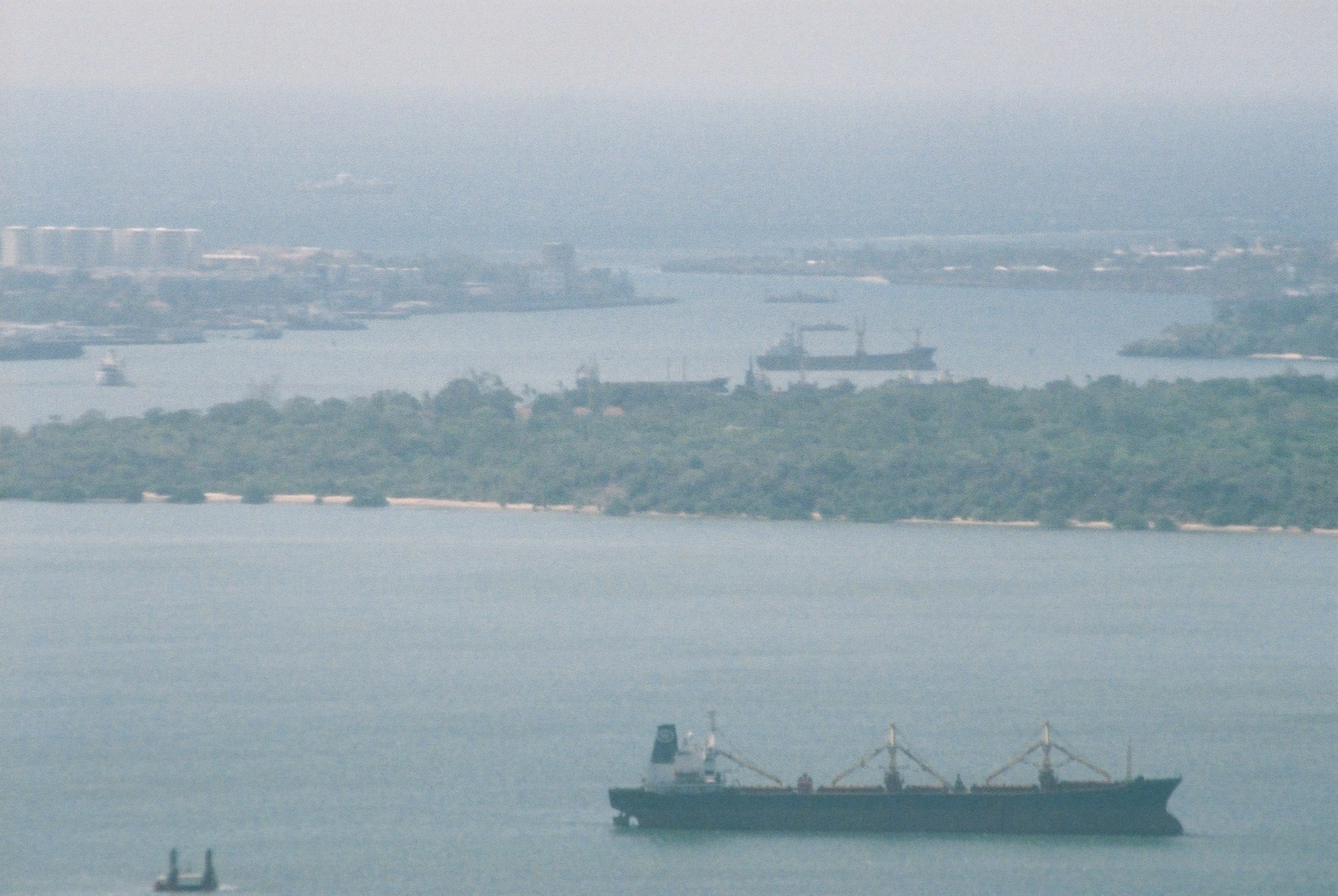
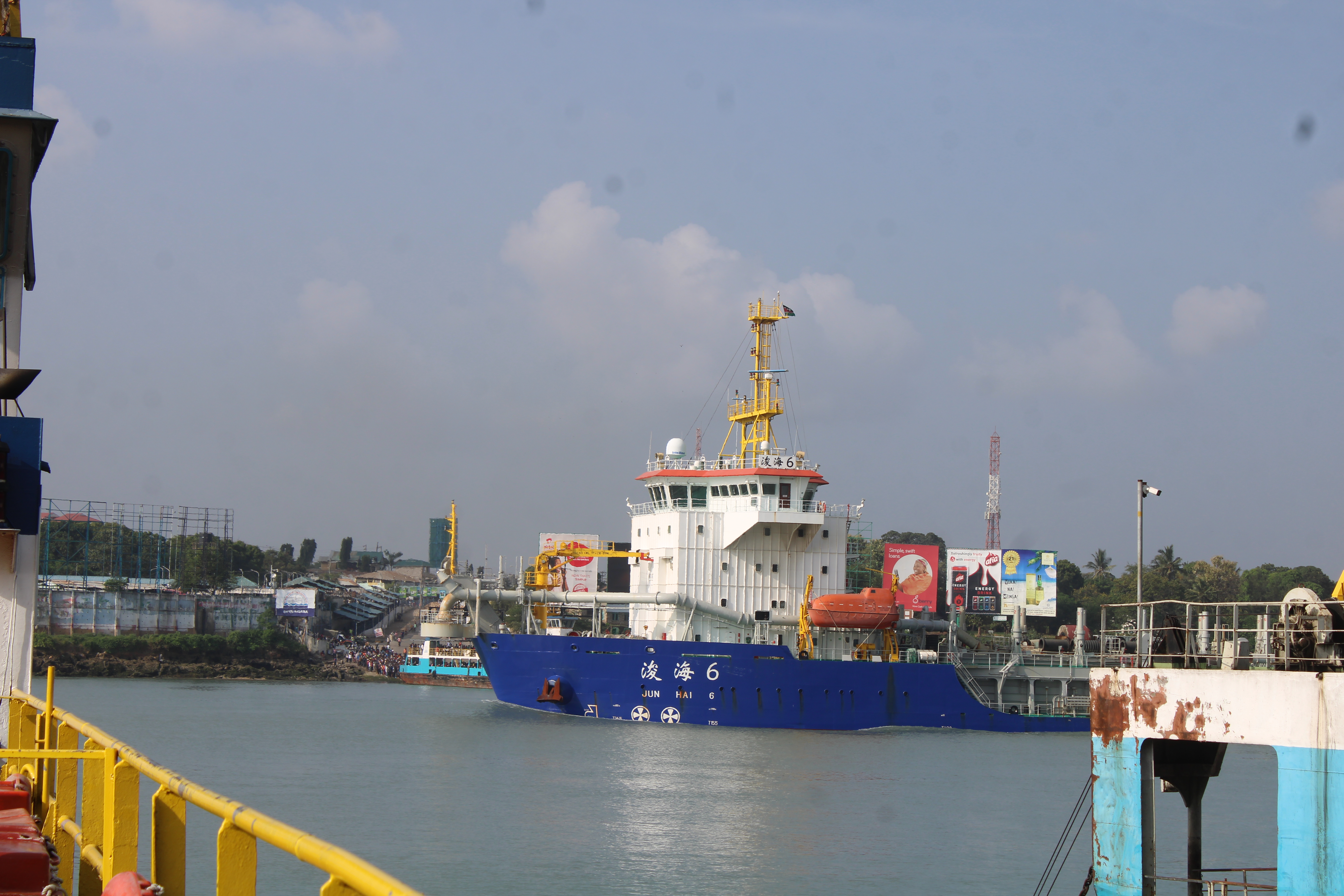

## روابط خارجية
- هيئة موانئ كينيا
- تايمز نعي بريان تاونند ، كاسر الشفرة ، تم استرجاعه في 15 أكتوبر 2006
- كسر الشفرة في مومباسا ، تم استرجاعه في 15 أكتوبر 2006